# Barry Corbin

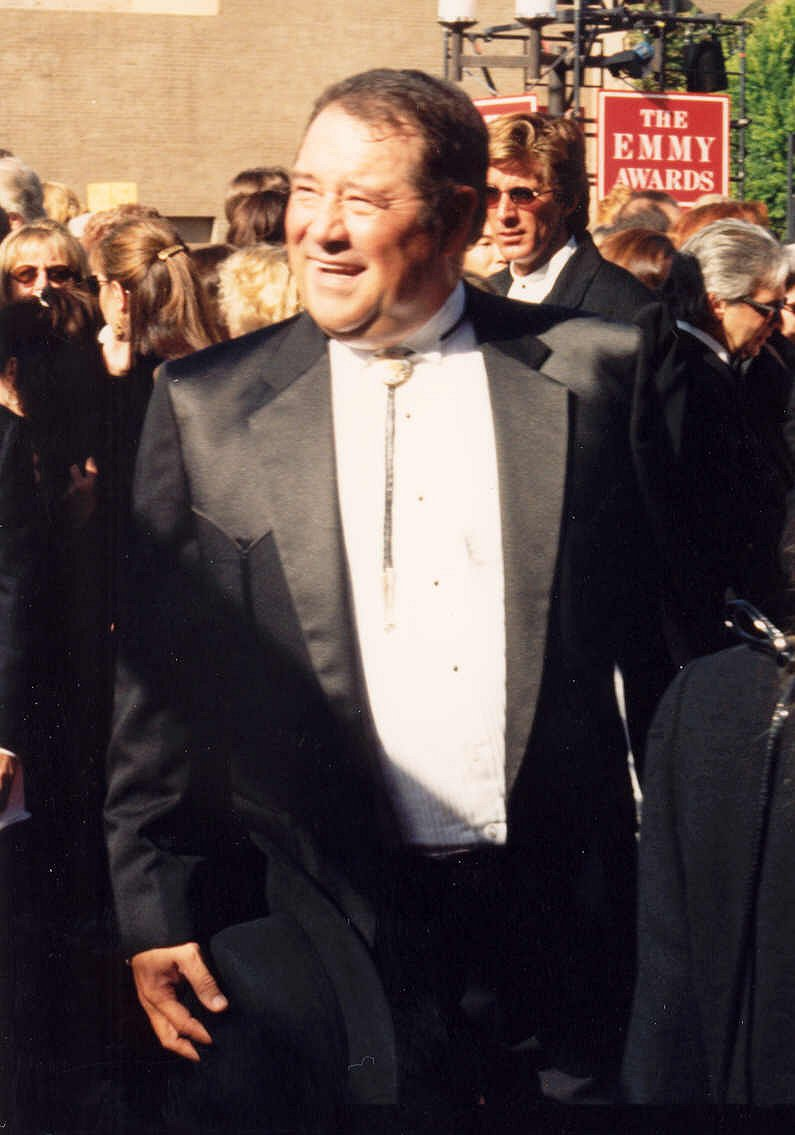
Barry Corbin

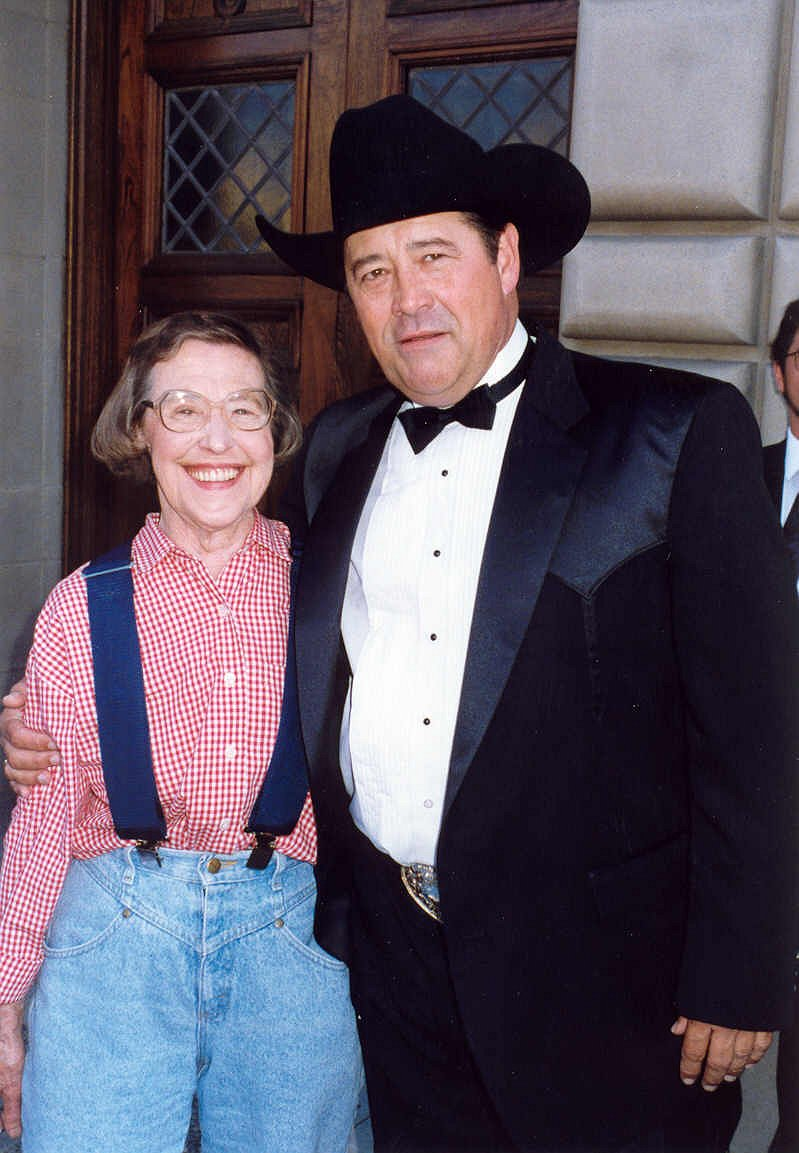
Barry Corbin mit Peg Phillips, 1993

Leonard Barrie „Barry“ Corbin (* 16. Oktober 1940 in Lamesa, Texas) ist ein US-amerikanischer Filmschauspieler mit mehr als 200 Auftritten in Spielfilmen und Fernsehserien.

## Leben
Corbin ist der Sohn von Kilmer B. Corbin, einem Richter und Senator des US-Bundesstaates Texas (1948–1956), und Alma Scott Corbin, einer Lehrerin. Er studierte Theaterwissenschaft an der Texas Tech University in Lubbock. In Europa wurde Corbin besonders durch seine Rollen in den Spielfilmen WarGames – Kriegsspiele, Ghost Dad und in Urban Cowboy neben John Travolta bekannt. In Dallas übernahm er von 1979 bis 1985 die Rolle des Sheriffs Fenton Washburn. Er verkörperte außerdem die Figur des General Carville im Computerspiel C&C: Alarmstufe Rot 2. In der Fernsehserie One Tree Hill war er in der Rolle des Coach Whitey Durham zu sehen.
Corbin lebt mit seiner unehelichen Tochter (* 1965) und seinem Enkel auf einer Ranch. Des Weiteren hat er einen Sohn aus erster Ehe (* 1970) und zwei Söhne aus der Ehe mit Susan Berger (* 1979, 1982). Seine zweite Ehe wurde 1992 geschieden.

## Filmografie (Auswahl)

### Filme
- 1980: Mit Vollgas nach San Fernando (Any Which Way You Can)
- 1980: Zwei wahnsinnig starke Typen (Stir Crazy)
- 1980: Urban Cowboy
- 1981: Tot & begraben (Dead & Buried)
- 1982: Das schönste Freudenhaus in Texas (The Best Little Whorehouse in Texas)
- 1982: Honkytonk Man
- 1983: Frauen waren sein Hobby (The Man Who Loved Women)
- 1983: WarGames – Kriegsspiele
- 1984: Jesse Owens – Idol und Legende (The Jesse Owens Story)
- 1984: T.V. – Total verrückt (The Ratings Game)
- 1985: Future Project – Die 4. Dimension (My Science Project)
- 1986: C.A.T.-Squad – Die Elite schlägt zurück (C.A.T.-Squad)
- 1986: Flucht in Ketten (The Defiant Ones)
- 1986: Nothing in Common – Sie haben nichts gemeinsam (Nothing in Common)
- 1987: Die Jugend des Magiers (Young Harry Houdini)
- 1988: Das Grab am See (The People Across the Lake)
- 1988: Critters 2 – Sie kehren zurück (Critters 2: The Main Course)
- 1988: Kopflos durch die Nacht (It Takes Two)
- 1988: Wer ist Harry Crumb? (Who’s Harry Crumb?)
- 1990: Ghost Dad
- 1991: Kevins Cousin allein im Supermarkt (Carrer Opportunities)
- 1995: Tödliche Familiengeheimnisse (Deadly Family Secrets)
- 1999: Held Up – Achtung Geiselnahme! (Held Up)
- 2001: No One Can Hear You
- 2005: Ein Duke kommt selten allein (The Dukes Of Hazzard)
- 2007: No Country for Old Men
- 2007: Im Tal von Elah (In the Valley of Elah)
- 2008: Beer for My Horses
- 2009: Wyvern – Die Rückkehr der Drachen (Wyvern)
- 2012: The Man Who Shook the Hand of Vicente Fernandez
- 2012: Ghoul
- 2014: Dawn of the Crescent Moon
- 2014: The Homesman
- 2015: Christmas in the Smokies – Ein Song für die Liebe (Christmas in the Smokies)
- 2016: Last Man Club
- 2016: Dem Glück so nah (New Life)
- 2017: Feuerprobe der Unschuld (Mountain Top)
- 2023: Killers of the Flower Moon

### Fernsehserien
- 1979–1985: Dallas (9 Folgen)
- 1981: M*A*S*H (Folge 9x07)
- 1982: Hart aber herzlich (Hart to Hart, Folge 3x20)
- 1983: Die Dornenvögel (The Thorn Birds, 4 Folgen)
- 1983–1984: Boone (13 Folgen)
- 1986: Das A-Team (The A-Team, Folge 4x17)
- 1987: Matlock (Folgen 1x18–1x19)
- 1988: Der Ruf des Adlers (Lonesome Dove, 4 Folgen)
- 1989: Mann muss nicht sein (Designing Women, Folge 3x18)
- 1990–1995: Ausgerechnet Alaska (Northern Exposure, 110 Folgen)
- 1996: Ellen (Folge 3x20)
- 1997: Columbo: Keine Spur ist sicher (A Trace of Murder) (Fernsehfilm)
- 1998: JAG – Im Auftrag der Ehre (Folge 5x06)
- 2003–2009: One Tree Hill (90 Folgen)
- 2006 Psych (1 Folge)
- 2007–2012: The Closer (13 Folgen)
- 2012, 2014: Modern Family (3 Folgen)
- 2012–2014: Anger Management (100 Folgen)
- 2015: Blood & Oil (6 Folgen)
- 2016–2020: The Ranch (32 Folgen)
- 2019: Young Sheldon (Folge 2x15)
- 2020: Better Call Saul (Folge 5x03)
- 2020–2021: 9-1-1: Lone Star (2 Folgen)
- 2022: Yellowstone (Folge 4x05)
- 2022–: Tulsa King